# Meliklyar
Meliklyar är en ort i Azerbajdzjan.   Den ligger i distriktet Şabran Rayonu, i den nordöstra delen av landet, 130 km nordväst om huvudstaden Baku. Meliklyar ligger 21 meter över havet och antalet invånare är 326.
Terrängen runt Meliklyar är platt åt nordost, men åt sydväst är den kuperad. Närmaste större samhälle är Divichibazar, 10,0 km sydost om Meliklyar.
Trakten runt Meliklyar består till största delen av jordbruksmark. Runt Meliklyar är det ganska glesbefolkat, med 47 invånare per kvadratkilometer.